# Udi Manber

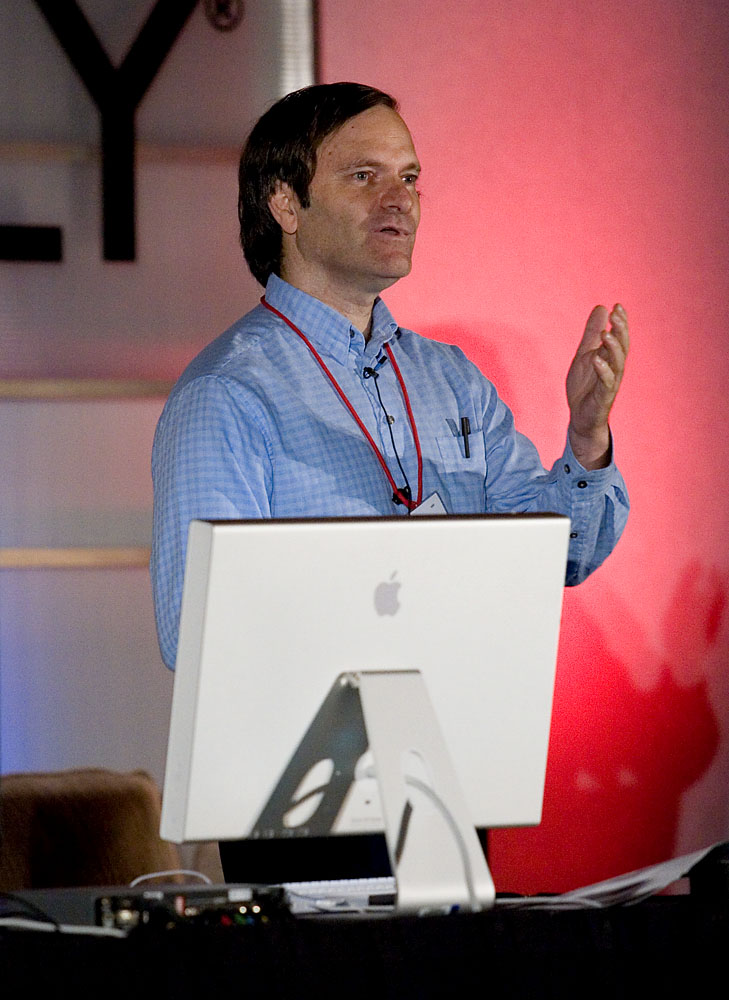
Udi Manber

Udi Manber é um contribuidor e responsável pelo desenvolvimento de diversos sistemas de buscas, como por exemplo o do Yahoo!, do A9, da Amazon e até ao Google.
De acordo com a revista PC World dos EUA, é um dos 50 maiores visionários da história da tecnologia.
Atualmente, é o Vice-Presidente de Engenharia do Google.